# Lasiancistrus guacharote
Lasiancistrus guacharote es una especie de peces de la familia Loricariidae en el orden de los Siluriformes.

## Morfología
Los machos pueden llegar alcanzar los 135 cm de longitud total.

## Distribución geográfica
Se encuentra en la cuenca del Lago de Maracaibo, en Colombia y Venezuela.